# Jobst Anton von Hinüber

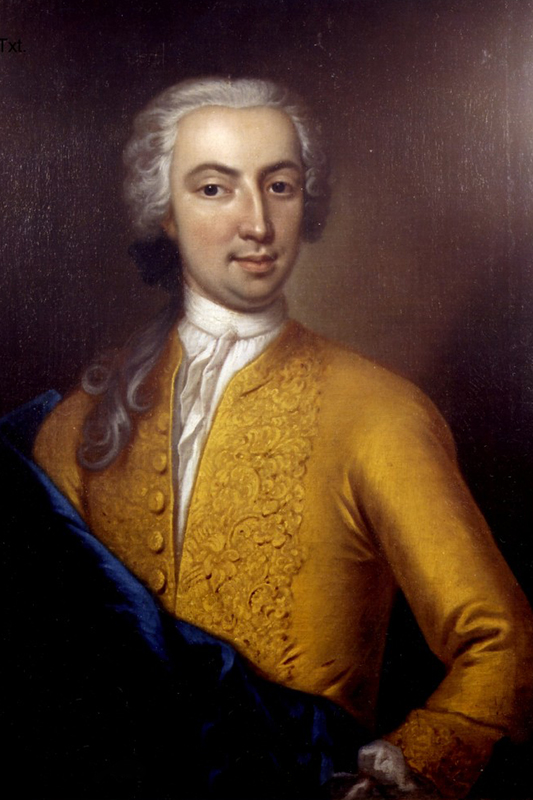
Jobst Anton von Hinüber;
Ölgemälde, 18. Jahrhundert

Jobst Anton von Hinüber (* 11. August 1718 in Hannover; † 15. Januar 1784 ebenda) war ein deutscher Jurist, Postmeister, Amtmann, Wegebauintendant sowie ein bedeutender Landwirtschaftsreformer im Kurfürstentum Hannover. Auf seine Veranlassung hin wurde bei Hannover der Hinübersche Garten als einer der frühesten englischen Landschaftsgärten Deutschlands angelegt.

## Leben

### Familie
Die Familie von Hinüber gehörte im 18. und 19. Jahrhundert zu den sogenannten Hübschen Familien. Jobst Anton von Hinüber war der einzige Sohn des Oberpostkommissars Ernst Andreas von Hinüber (1693–1722) und dessen Frau Catharina Margarete Voigt (1697–1758), die aus einer Oberamtsmannfamilie stammte.
Jobst Anton von Hinüber ehelichte 1746 Anna Justine Pape (1723–1812), Tochter des Oberpostkommissars Pape zu Hannover. Zu ihren 5 Kindern gehörten der Königlich Hannoversche Hofrat Gerhard Friedrich Otto von Hinüber (1752–1815), der Major und Postmeister Christian Karl von Hinüber (1759–1825) und der Oberappellationsrat Adolf Burchard Friedrich von Hinüber (1769–1845).

### Werdegang
Jobst Anton von Hinüber kam auf dem Hinüberschen Posthof zur Welt. Nach dem frühen Tod seines Vaters – Jobst Anton war seinerzeit keine 4 Jahre alt – sorgte seine Mutter „für eine für damalige Zeit hervorragende Ausbildung. … Mit großer Wahrscheinlichkeit hat Jobst Anton seine Schulbildung von Hauslehrern erhalten.“ Als 16-Jähriger ging er als einer der ersten auf die noch in der Gründungsphase befindliche Universität Göttingen (fortlaufende Matrikel-Nummer 174) und studierte dort Jura. Dort schloss er eine lebenslang andauernde Freundschaft mit dem späteren Minister Johann Burchard von Behr sowie dem „30 Jahre älteren Gründer“ der Universität und späteren Premierminister Gerlach Adolph von Münchhausen.
Anfang 1737 ging von Hinüber in die Niederlande, wo er an der Universität Leiden sein Studium abschloss. Anschließend ging er auf Grand Tour durch die Niederlande, Frankreich und insbesondere England, wo er – der Überlieferung nach – erstmals mit der neuen Baukunst Englischer Landschaftsgärten in Berührung kam.
Zurück in seiner Heimatstadt soll von Hinüber laut dem ersten Hannoverschen Staatskalender von 1737 das Amt eines Postkommissars und Postmeister in Hannover bekleidet haben. Da jedoch „das Postwesen im Kurfürstentum Hannover 1736 verstaatlicht“ worden war, hatte von Hinüber nur eingeschränkten Gestaltungsspielraum. 1746 heiratete er.
Er wurde am 22. Oktober 1749 in die Freimaurerloge Friedrich in Hannover aufgenommen; von 1753 bis 1755 war er deren Meister vom Stuhl.
1760 trat er die Stelle eines Amtmannes des Klostergutes Marienwerder bei Hannover an. In diesem Amt setzte er die in England gewonnenen Erfahrungen um und wurde in der Folge einer der bedeutenden Landwirtschaftsreformer in der hannöverschen Region.

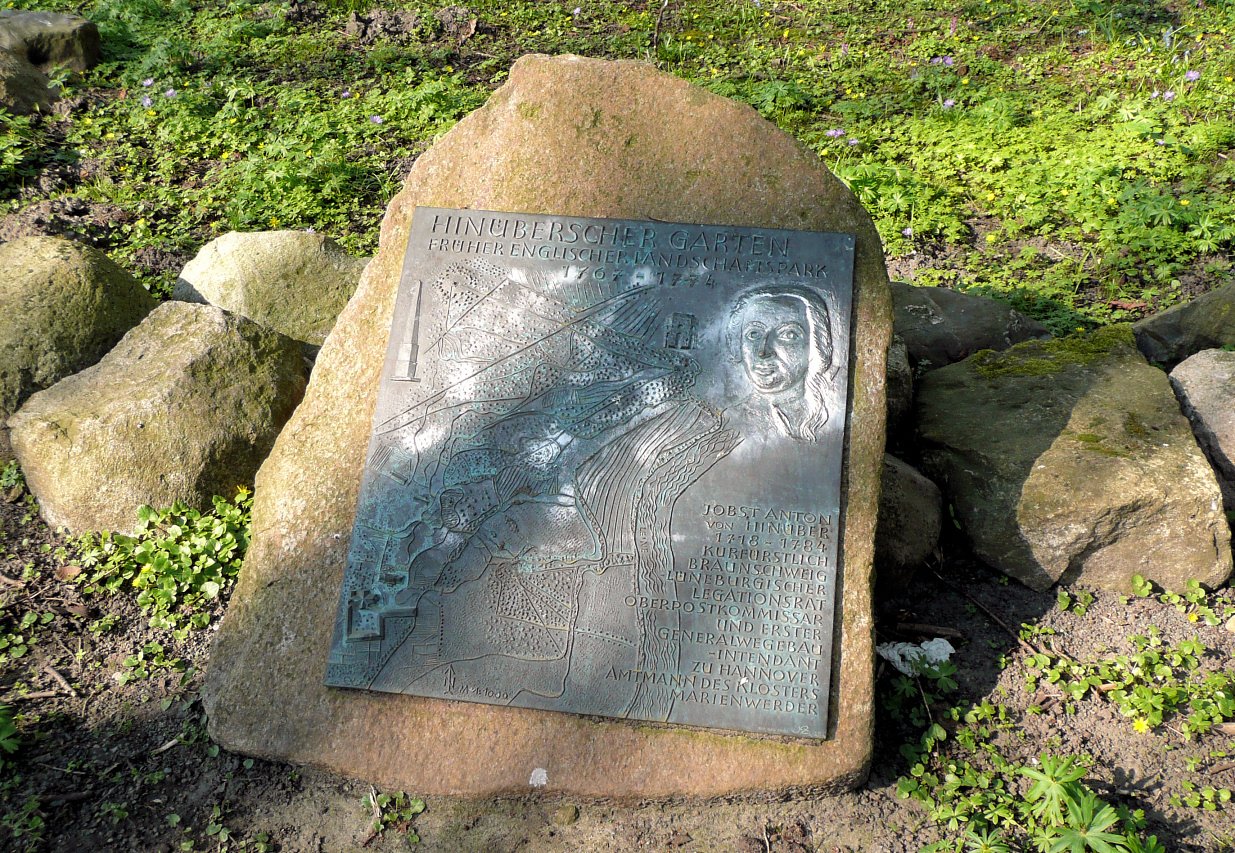
Gedenkstein für Jobst Anton von Hinüber im Hinüberschen Garten

Er gestaltete das Klostergut zu einem landwirtschaftlichen Mustergut um und erprobte dort moderne landwirtschaftliche Geräte und Anbautechniken, welche er in England gesehen hatte. Im Jahr 1764 war Jobst Anton von Hinüber Gründungsmitglied der – in Anlehnung an englische Vorbilder und auf Wunsch von Georg III., Kurfürst von Hannover und König von Großbritannien, gegründeten – Celler Landwirtschaftsgesellschaft, einer der bedeutendsten in Deutschland. Legationsrat von Hinüber eröffnete auch deren erste Sitzung.
Als erster hannöverscher Wegbauintendant erreichte er, dass Georg III., „unterm 4. Mai 1764 allergnädigst geruhet zum Wegebau 12.000 Taler aus dero selben Cammer Revenuen zu bewilligen“, womit die Grundlage eines ingenieurmäßigen und zentral organisierten Straßenbaues im Kurfürstentum Hannover gelegt wurde.

### Hinübersche Landschaftsgärten

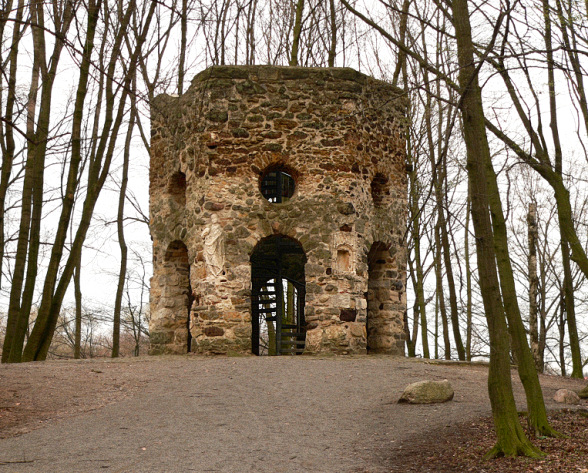
Hexenturm im Hinüberschen Garten beim Kloster Marienwerder

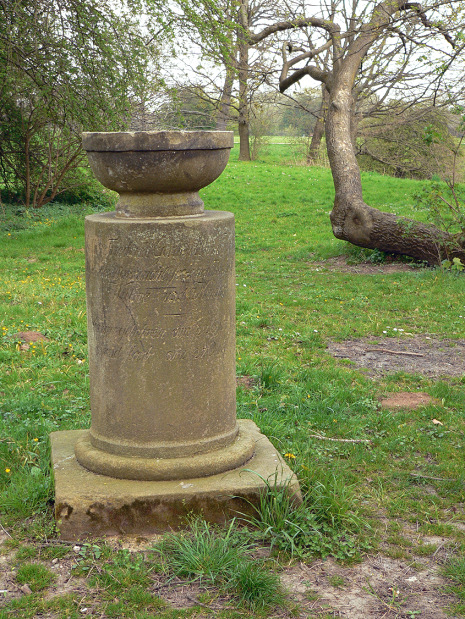
Denkmal für Gerhard von Hinüber, den Sohn von Jobst Anton von Hinüber im Hinüberschen Garten

Auf einer zweiten Englandreise 1766–1767 besuchte er verschiedene englische Landschaftsparks. Nach seiner Rückkehr ließ er 1774 einen Landschaftspark vor seinem Stadthaus am Hinüberschen Posthof in Hannover anlegen (vor dem Steintor, an der Celler Straße, heute zerstört).
Aufgrund seiner Auslandserfahrungen ließ er den in den Grundzügen noch heute existierenden, etwa 40 Hektar umfassenden Hinüberschen Garten am Kloster Marienwerder anlegen. Er war im Stil eines Jardin anglo-chinois gestaltet. Die Anlage enthielt verschiedene Staffagebauten wie einen „Hexenturm“ (künstliche Ruine), einen chinesischen Pavillon und eine Grotte am Ufer des großen Teiches, auf dem venezianische Gondeln fuhren und in dem eine Blumeninsel angelegt war. Von Hinüber beabsichtigte darüber hinaus die harmonische Einheit von gestalteter Landschaft und landwirtschaftlicher Nutzung im Sinne einer sogenannten ornamented farm. Der Besuch seines Gartens soll für gebildete Gäste des Kurfürstentums Hannover Pflichtprogramm gewesen sein.
Der Hinübersche Garten in Marienwerder wurde nach seiner Erstanlage nie umgestaltet, blieb also in den Grundstrukturen bis heute erhalten. Die Baulichkeiten verfielen jedoch und die Anlage verwilderte nach und nach. Im Rahmen des Projektes Stadt als Garten zur Weltausstellung EXPO 2000 wurde die Parkanlage – mit Ausnahme der verlorenen Bauten – nach historischem Vorbild weitgehend wieder hergerichtet.
Die Hinüberschen Gärten gehören zu den ersten Landschaftsgärten Deutschlands, in der Entstehungszeit sind sie dem berühmten Wörlitzer Park oder Goethes Park an der Ilm in Weimar gleichzustellen.

### Hinübersches Erbgewölbe
Jobst Anton von Hinüber wurde „in dem Hinüberschen Erbgewölbe unter der Kapelle des St. Nikolaifriedhofs beigesetzt.“